# Victor Guérin
Victor Guérin (París, 15 de setembre de 1821 – 21 de setembre de 1891) va ser un intel·lectual francès, explorador i arqueòleg aficionat. Va publicar llibres que descriuen la geografia, arqueologia i història de les àrees que va explorar, que incloïen Grècia, Àsia Menor, nord d'Àfrica, Síria i Palestina.

## Biografia
Diplomat a l'École Normale Supérieure el 1840, des d'aleshores va ser professor de retòrica i membre de la facultat en uns quants col·legis i escoles secundàries a França, així com al Liceu d'Alger el 1850, on va entrar en contacte amb la cultura d'àrabs, marroquins i amazics.
El 1852, es va convertir en un membre de l'Escola Francesa d'Atenes. Amb l'ajuda financera de Theodoric Honoré d'Albert de Luynes va ser capaç d'explorar Grècia i les seves illes, Àsia Menor, Egipte, Núbia, Tunísia i Llevant. Va passar algun temps com a professor de literatura estrangera a Lió i Grenoble, i el 1878 es va unir a la facultat de l'Institut Catholique de París. Va morir el 21 de setembre fr 1891 a París.

## Expedicions
Guérin va visitar Terra Santa vuit vegades el 1852, 1854, 1863, 1870, 1875, 1882, 1884, i 1888. va guanyar un premi de l'Acadèmia Francesa de les Ciències pels seus set volums Description géographique, historique et archéologique de la Palestine. La major part del treball seminal de Guérin es passa descrivint les ruïnes (khirbes) dels llocs que va visitar.

## Obres
Als seus llibres Guerin escriu sobre la identificació i història dels jaciments arqueològics, sovint referint-se a passatges de la Bíblia Hebrea, mitologia grega, i exploradors i erudits contemporanis com Robinson i Titus Tobler. També cita a partir d'altres fonts jueves com la mixnà i talmud, així com els viatgers jueus Benjamí de Tudela i Isaac Chelo.
Entre les seves obres cal destacar
- Voyage dans l'Île de Rhodes et description de cette Île. Paris (1856)
- Voyage archéologique dans la régence de Tunis. 2 Bde. Paris (1862)
- Guérin, Victor. Description Géographique Historique et Archéologique de la Palestine. 1: Judée, pt. 1.  París: L'Imprimerie impériale, 1868.
- Guérin, Victor. Description Géographique Historique et Archéologique de la Palestine. 1: Judée, pt. 2.  París: L'Imprimerie impériale, 1869.
- Guérin, Victor. Description Géographique Historique et Archéologique de la Palestine. 1: Judée, pt. 3.  París: L'Imprimerie impériale, 1869.
- Guérin, Victor. Description Géographique Historique et Archéologique de la Palestine. 2: Samarie, pt. 1.  París: L'Imprimerie nationale, 1874.
- Guérin, Victor. Description Géographique Historique et Archéologique de la Palestine. 2: Samarie, pt. 2.  París: L'Imprimerie nationale, 1875.
- Guérin, Victor. Description Géographique Historique et Archéologique de la Palestine. 3: Galilée, pt. 1.  París: L'Imprimerie nationale, 1880.
- Guérin, Victor. Description Géographique Historique et Archéologique de la Palestine. 3: Galilée, pt. 2.  París: L'Imprimerie nationale, 1880.
- Guérin, Victor. «La Terre Sainte, Vol. I: Son Histoire, Ses Souvenirs, Ses Sites, Ses Monuments [The Holy Land: Its History, Its Records, Its Sites, Its Monuments]».  París:  E. Plon & Co., 1882.. (francès)
- Guérin, Victor. «La Terre Sainte, Vol. II: Liban, Phénicie, Palestine Occidentale et Méridionale, Pétra, Sinaï, Égypte [The Holy Land: Lebanon, Phoenicia, Western and Southern Palestine, Petra, Sinai, Egypt]».  París:  E. Plon, Nourrit, & Co., 1884.. (francès)
- Jérusalem : son histoire, sa description, ses établissements religieux. Paris (1889)
- La France catholique en Égypte. Tours (Neuausgabe, 1892)
- La France catholique en Tunisie. Paris (Neuausgabe, 1893)